# Johannes Heesters
Johannes Heesters (5. prosince 1903, Amersfoort, Nizozemsko – 24. prosince 2011, Starnberg, Německo) byl nizozemský herec a zpěvák. Za svoji dlouhou kariéru hrál v několika desítkách filmů. Zemřel na cévní mozkovou příhodu ve věku 108 let.